# 自画像 (ドウ)
『自画像』（じがぞう、蘭: Zelfportret、英: Self-Portrait）は、オランダ黄金時代の画家ヘラルト・ドウが1665年に板上に油彩で描いた絵画である。ドウはレンブラントに師事したが、師の荒い筆致を採用するより宝石のような仕上げと緻密な技法により有名になった。本作は、名声の頂点にあった画家が窓の中でパレットを持ち、アトリエの事物に囲まれた姿を現わしている。作品は、ベンジャミン・アルトマンの遺贈によりニューヨークのメトロポリタン美術館に収蔵された。

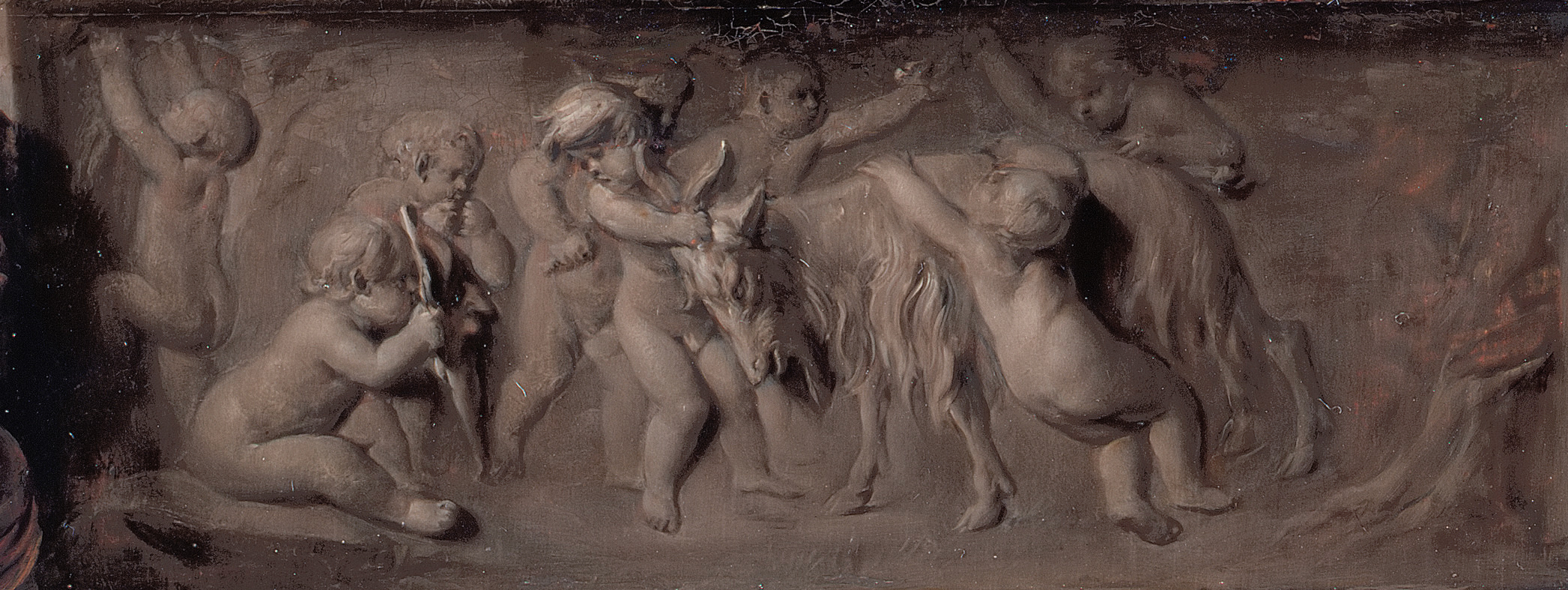
フランソワ・デュケノアによるレリーフのグリザイユ

ドウは、先達の師匠の画家レンブラントより7歳年下だったに過ぎない。レンブラントのように、ドウは自画像を制作し、今日、約12点の自画像が知られている。おそらくドウの作品を1点以上所有していた芸術庇護者の委嘱によるものだったのであろう。しばしば彼は、空想的あるいは演劇的な衣装を着た自分自身を描いている。何点かの自画像でドウは貴族の格好をしているが、本作では自分の画家としての職業道具を誇らしげに表している。

## 過去の記述
このドウの作品は、1908年に研究者ホフステーデ・デ・フロートにより以下のように記述された。
283番。画家の肖像。ジョン・スミス (美術史家) 101番、補遺60番。ヴィルヘルム・マルティン 112番。 彼は、左手にパレットと絵筆を持ち、右手で窓の下枠の上の本のページをめくりながら窓際に立っている。彼は40歳くらいに見える。袖のある茶色っぽいベスト、金のレースが縫い込まれた濃い青色の外套を着ている。カーテンが窓の枠に掛かり、窓の下にあるフランソワ・デュケノアの有名な、子供が牡山羊と遊んでいるレリーフを部分的に覆っている。前景には、マリーゴールドの鉢がある。蔓が窓の片側に伸びているが、そこには鳥籠が掛かっている。背景には、開いた傘が載っているイーゼルがある。 「非常に美しく、面白い絵画である」 (ジョン・スミス)。ブラン (Blanc) は誤って、作品がキャンバス上のものだと述べている。縦28インチ、横23と1/2インチ。

デュケノワのレリーフは、ドウの他の窓の絵画でも数回用いられている。

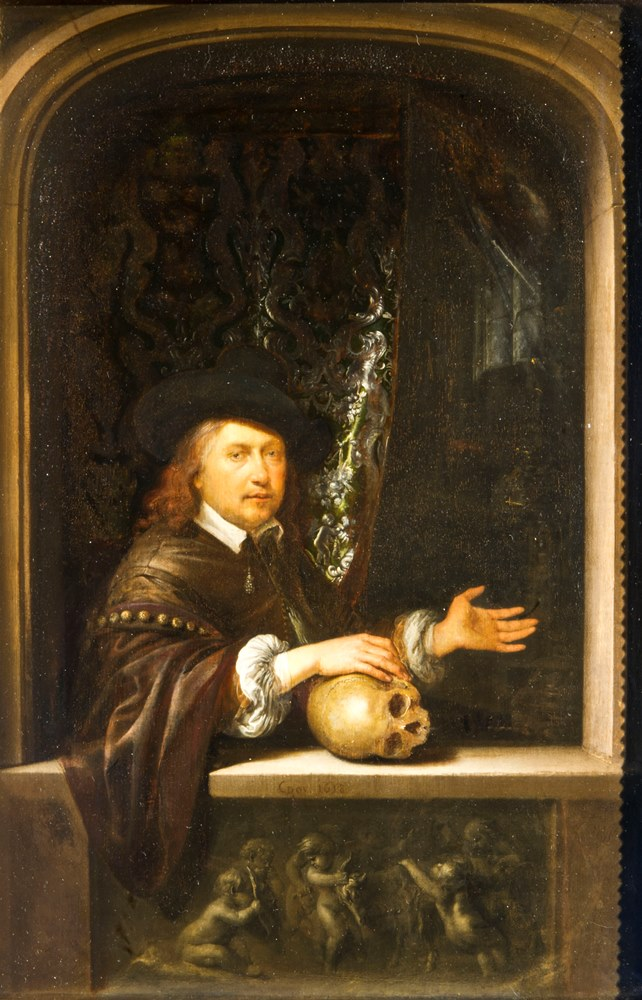
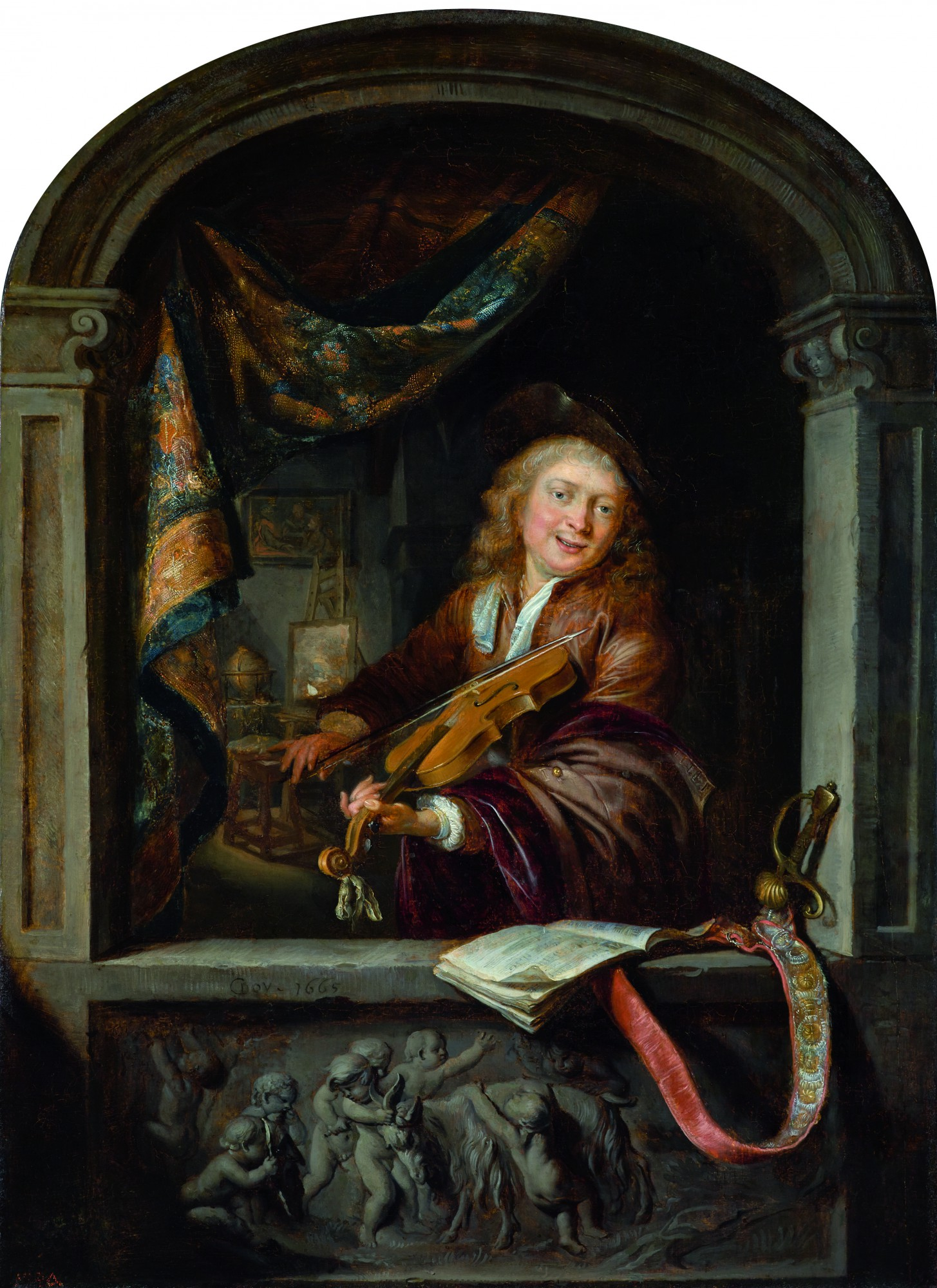
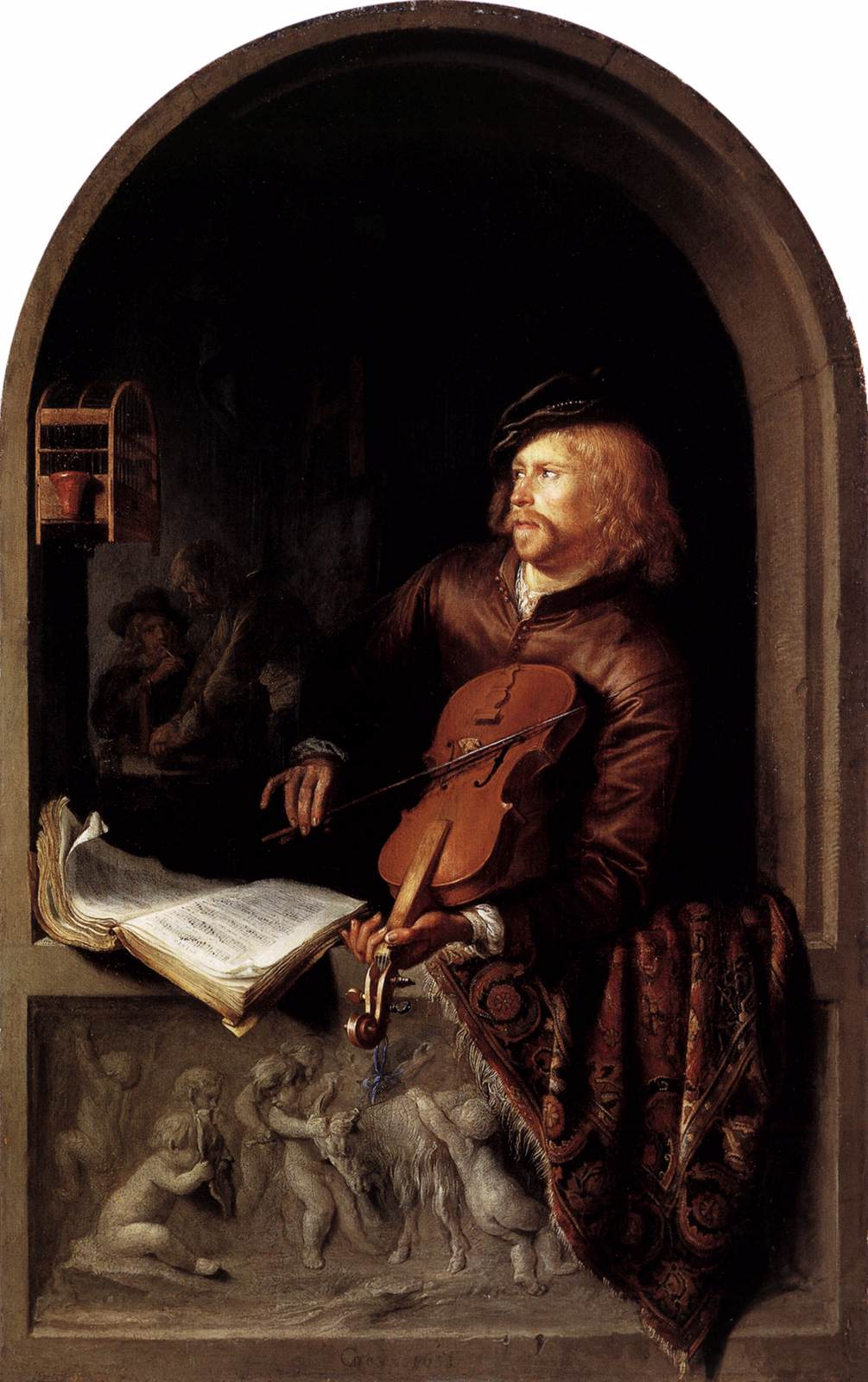
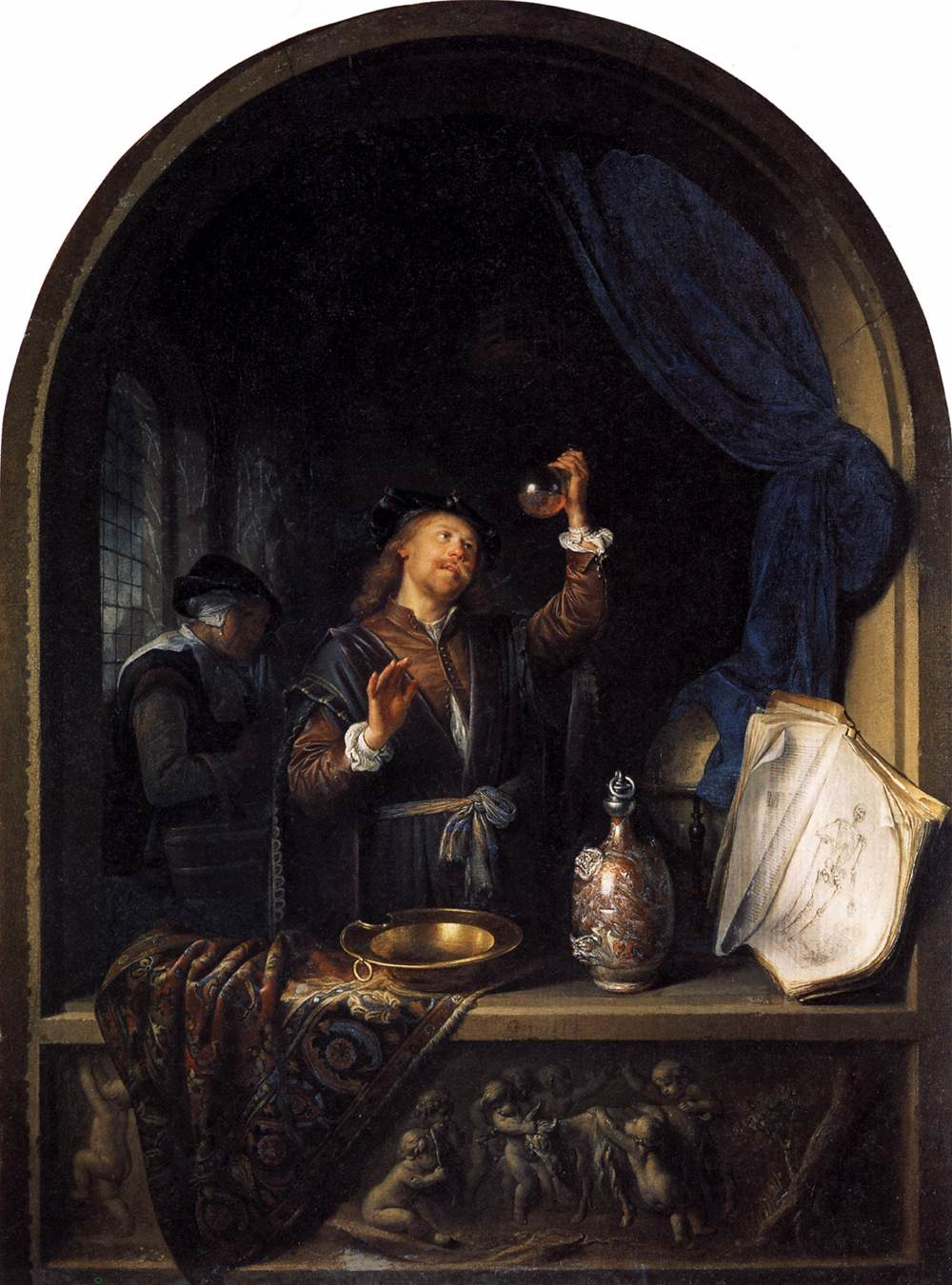
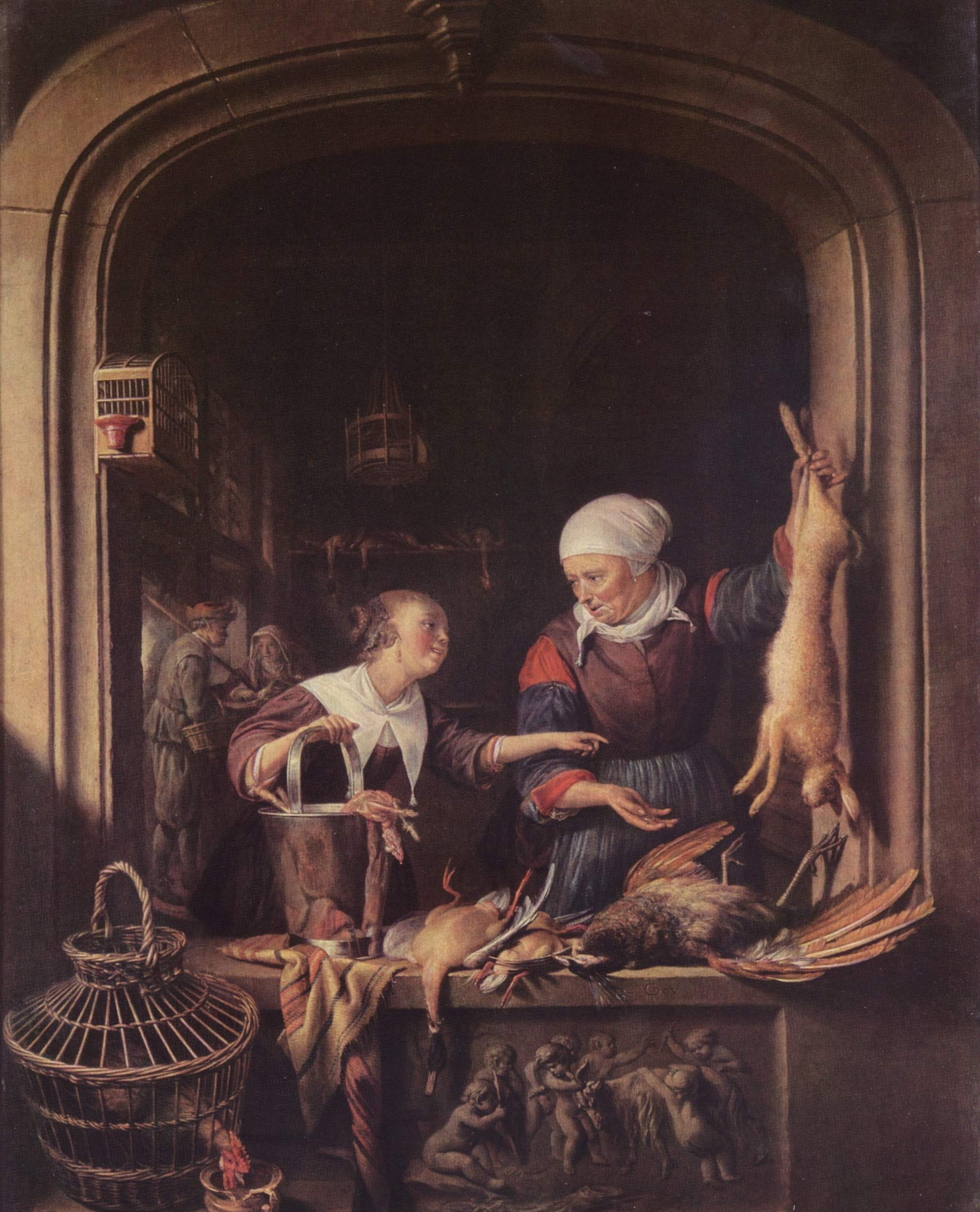
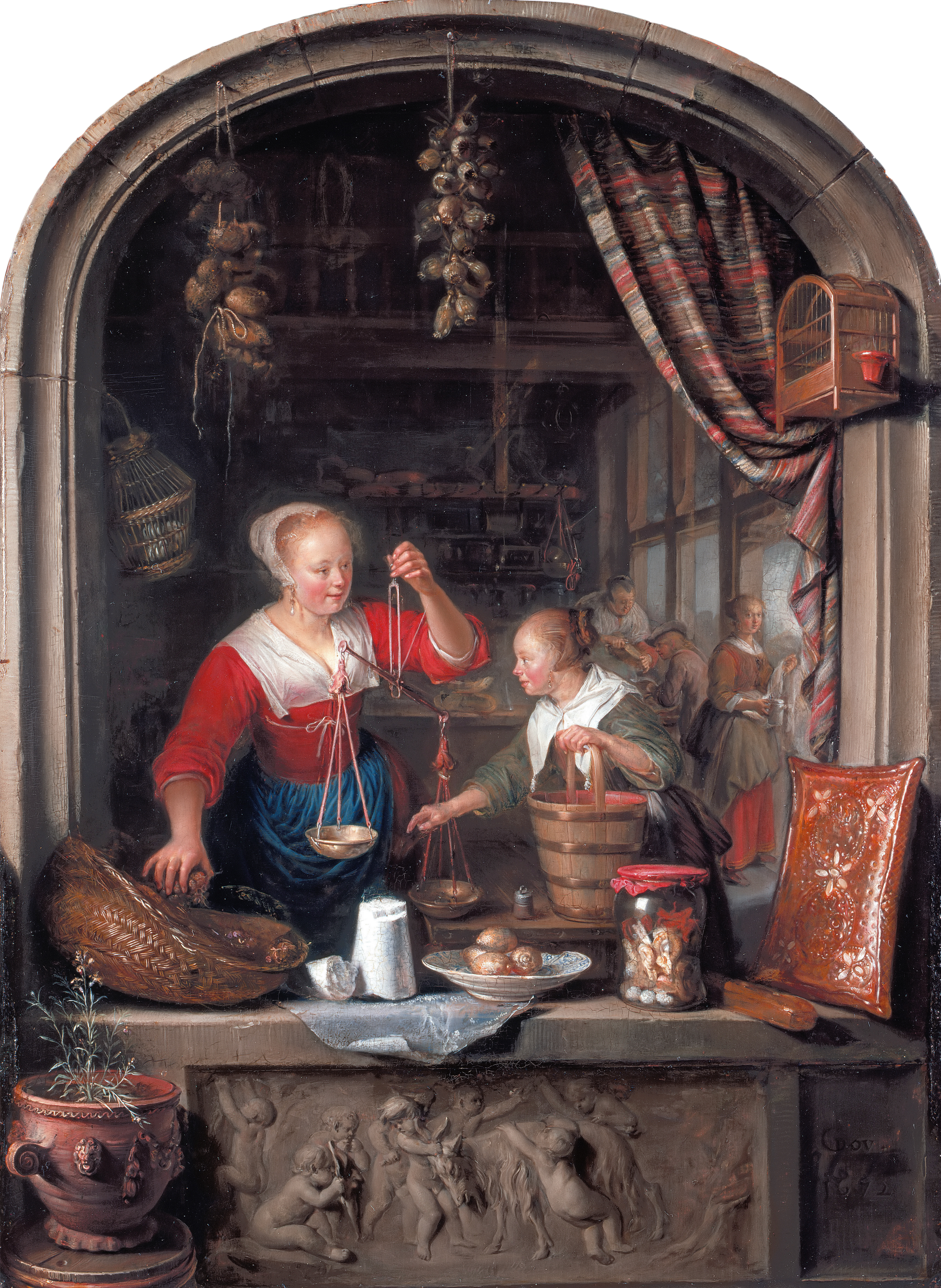

## 後世への影響
本作は、エティエンヌ・コンパルデル (Etienne Compardel) により複製が制作された。ヤーコプ・ホウブラーケンにより父の画家辞典のために用いられたのは、おそらくこのヴァージョンである。 アルノルト・ホウブラーケン はドウを非常に賞賛し、『スホウブルフ』と呼ばれた画家列伝の第2巻をドウの伝記で始めた。そして、ドウを同時代のバルトロメウス・ファン・デル・ヘルストともに「芸術を導く2つの光」と呼び、2人の肖像を2本の燃える芯と一緒に描いた。

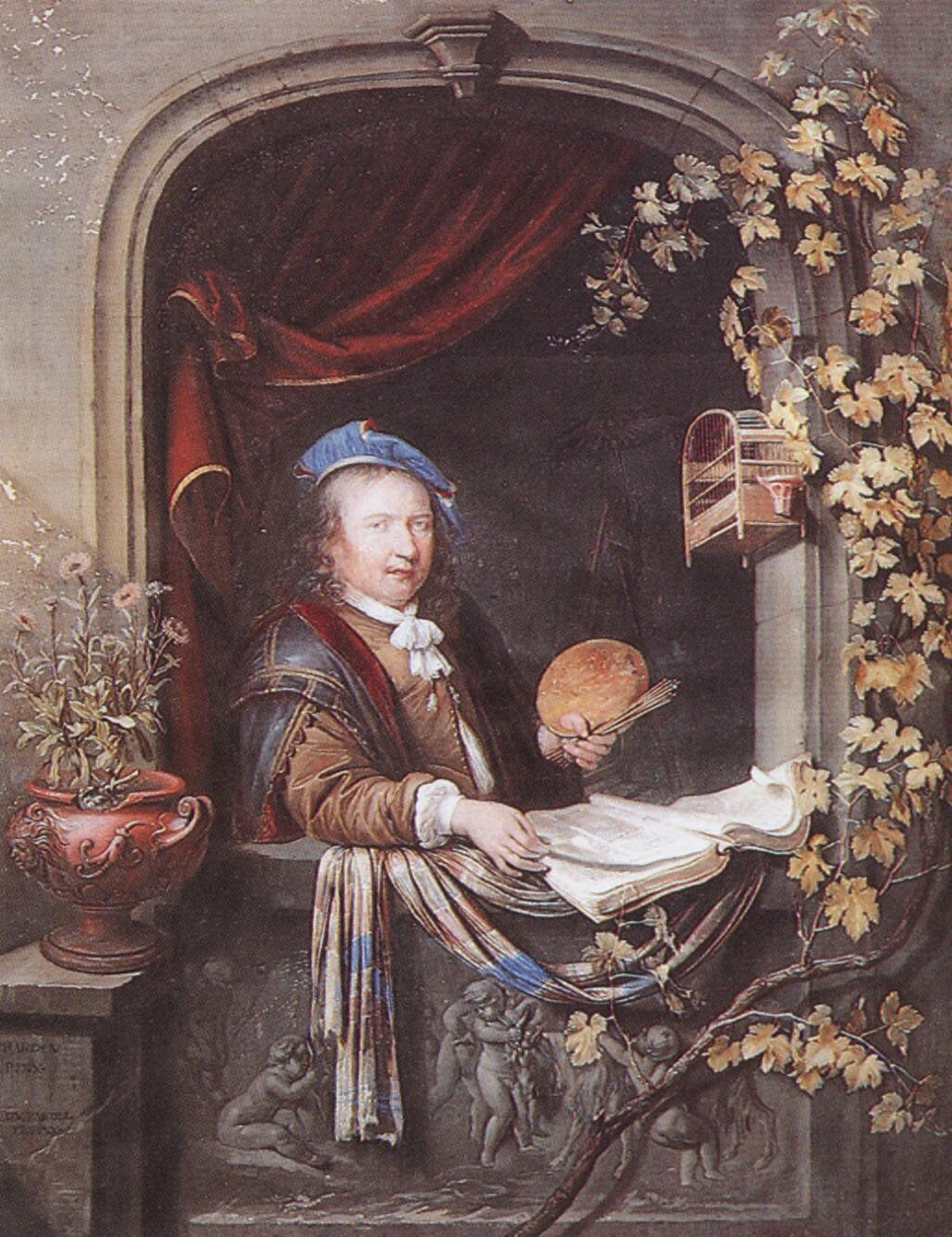
コンパルデルによるミニチュアの複製
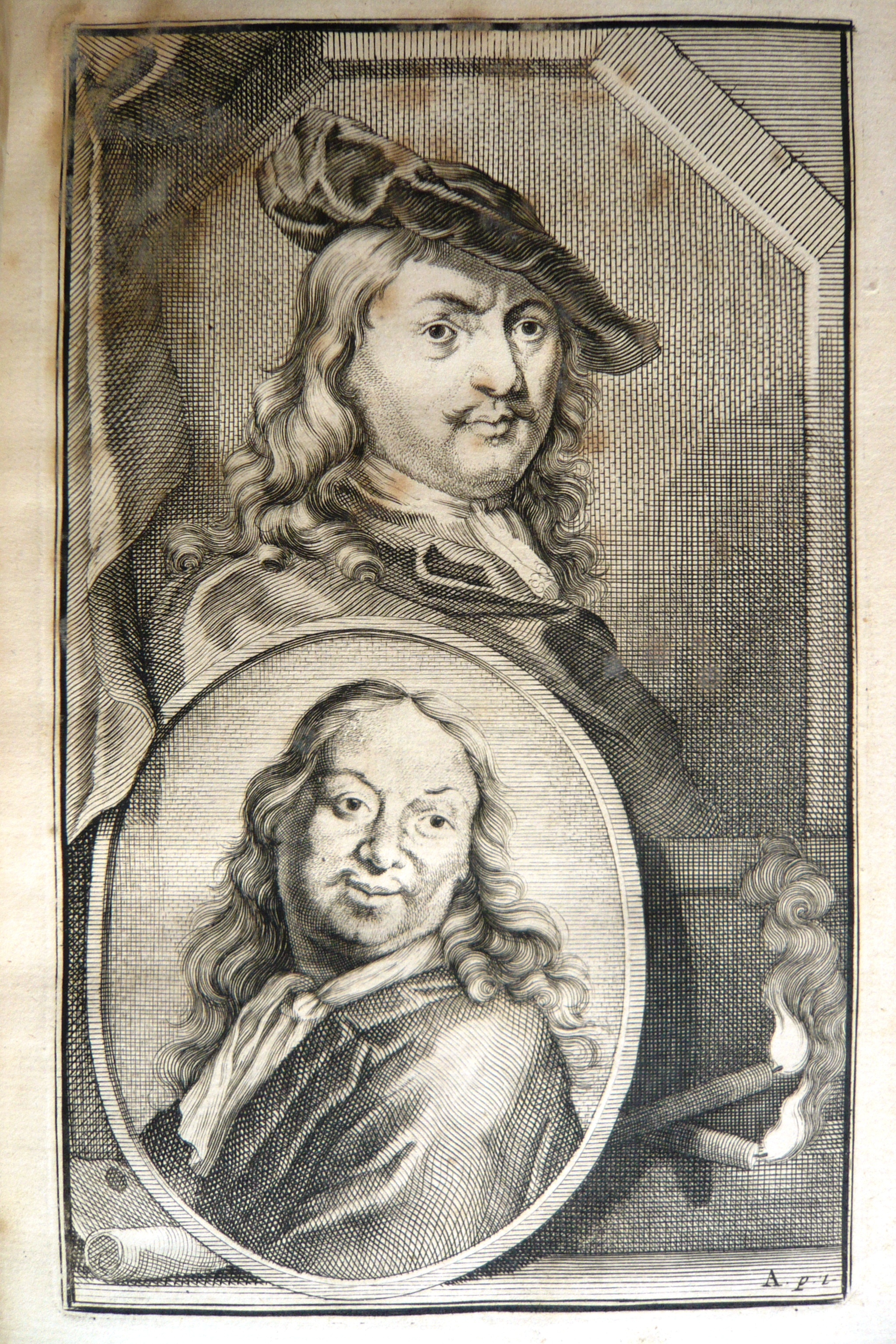
ヤーコプ・ホウブラーケンによるドウとファン・デル・ヘルストの肖像